# Maximiliano I do Sacro Império Romano-Germânico
Maximiliano I (Wiener Neustadt, 22 de março de 1459 – Wels, 12 de janeiro de 1519) foi o Imperador Romano-Germânico de 1508 até sua morte, além de Arquiduque da Áustria a partir de 1493 e Rei da Germânia começando em 1493. Era filho do imperador Frederico III e sua esposa Leonor de Portugal.
Casou-se em 1477 com sua prima materna a duquesa Maria de Borgonha filha de Carlos, Duque da Borgonha. Enviuvando, Maximiliano lutou contra a França que queria anexar o território borgonhês (o que de fato conseguiu). Reuniu um conselho de príncipes alemães, para obter ajuda e se coroar rei da Itália, o que não veio a ocorrer.
Em 1508, após reinar sobre o Sacro Império Romano-Germânico por quinze anos sem o título, e com o consentimento do papa Júlio II, ele acabou com a necessidade de se cumprir a tradição do imperador ser coroado pelo papa para receber o título, bastando assim, somente a sua eleição como tal. Foi sucedido no império por seu neto Carlos V.

Medalha ofereceu para Maximiliano após sua coroação.
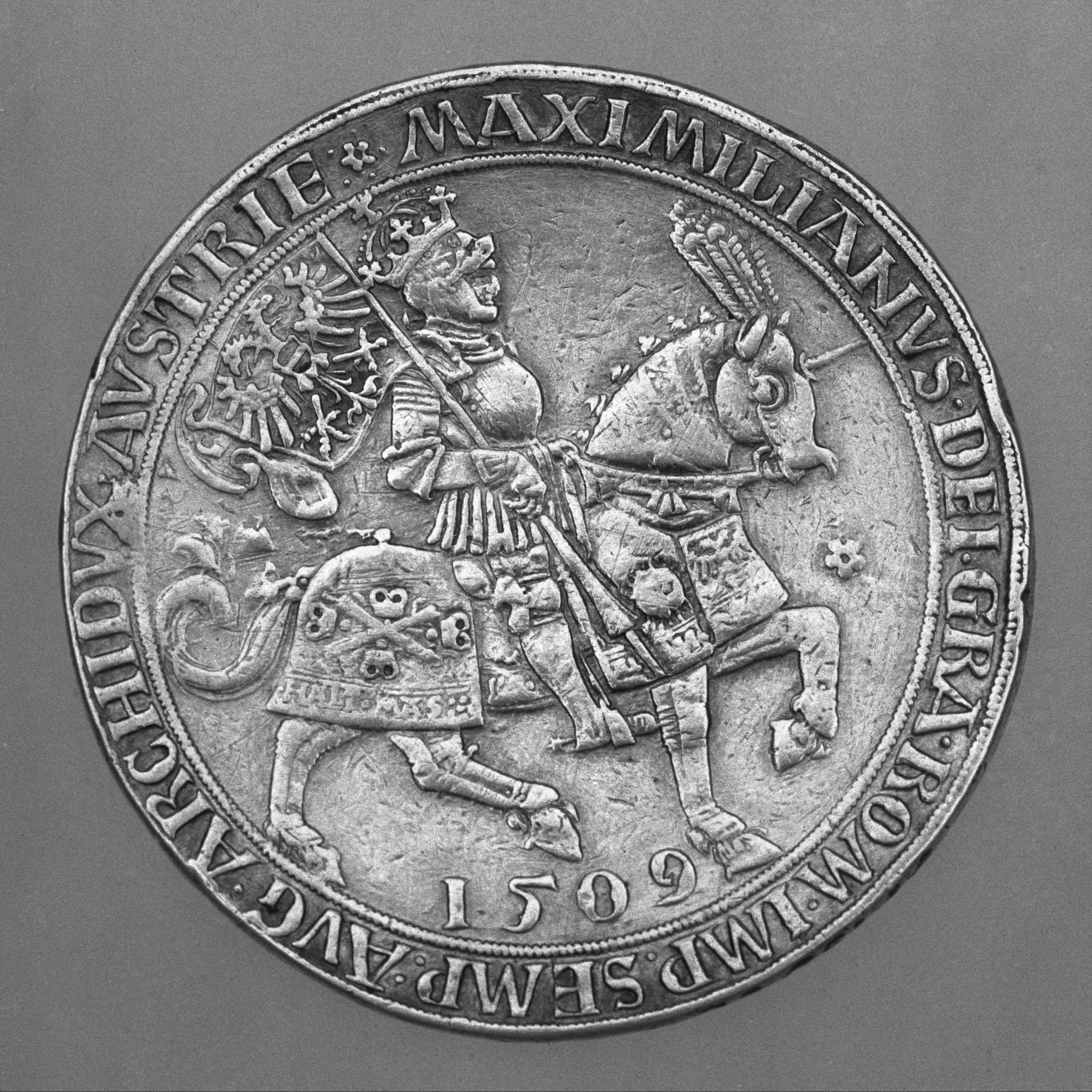
O imperador a cavalo.
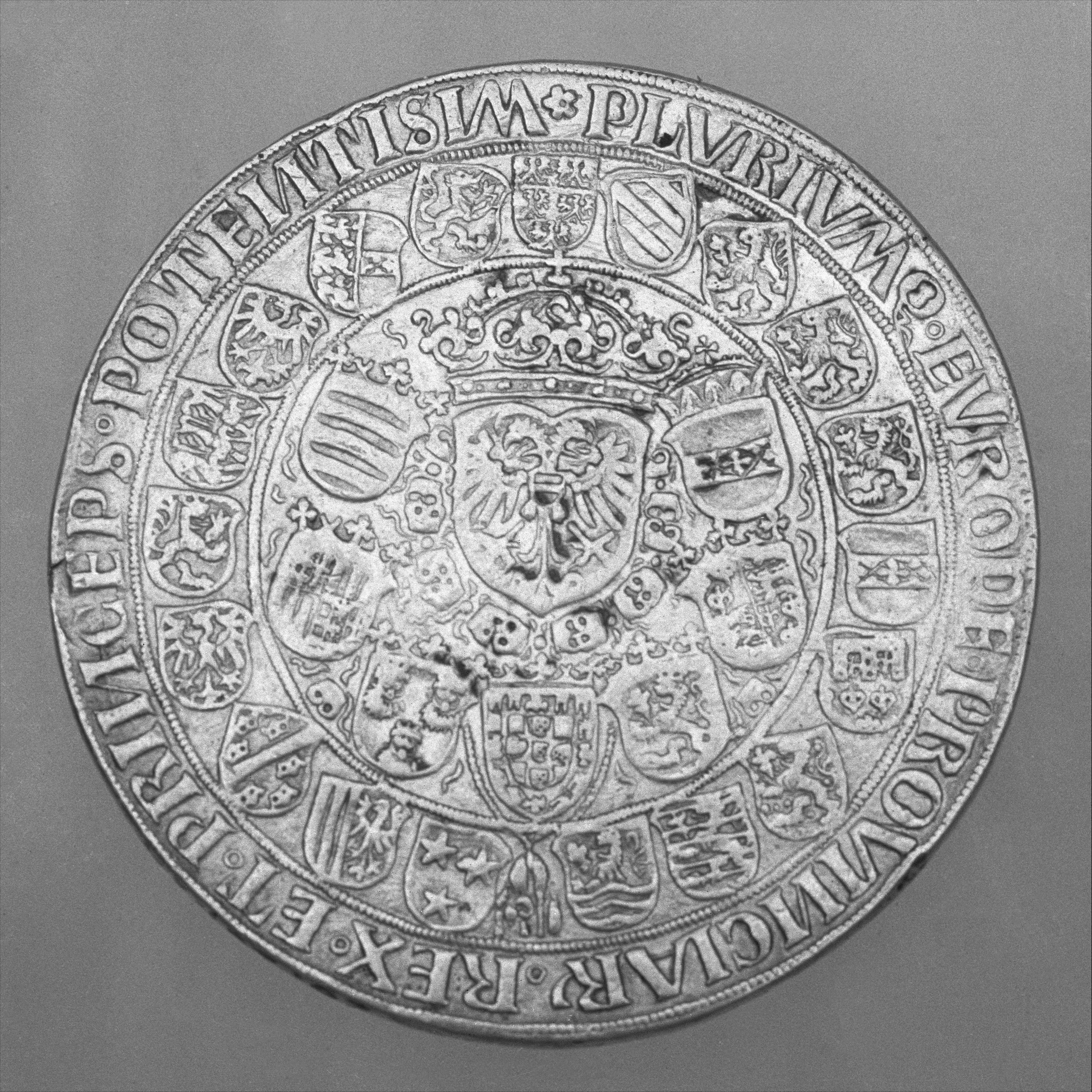
O lado oposto da medalha.

## Casamentos e posteridade
Maximiliano comprometeu-se em 1490 com Ana, Duquesa da Bretanha (1477-1514), mas o casamento foi anulado em 1491 e Ana casou com o rei Carlos VIII de França, o Afável. Casou-se ainda uma terceira vez em 1494 com Branca Maria Sforza (1472-1510), filha do Duque de Milão João Galeácio Sforza.
Filhos:
- Margarida de Habsburgo, de Áustria ou de Saboia (n. 1480), que casou com:
  - Carlos VIII de França (anulado);
  - João, Príncipe das Astúrias (1478-1497);
  - Felisberto II, Duque de Saboia (1480-1504).
- Francisco (n. e m. 1481);
- Filipe I de Castela (1478-1506), Rei de Espanha pelo casamento com a rainha Joana de Castela; foi o pai de Carlos I de Espanha;
- Ilegítimos:
  - Cornélio de Áustria (n.1507), filho de uma senhora de Salzburgo;
  - Jorge da Áustria (m. 1557);
  - Leopoldo de Áustria (1515-1557).